# Polpenazze del Garda
Polpenazze del Garda (Polpenàse in dialetto gardesano) è un comune italiano di 2 714 abitanti situato nella provincia di Brescia, nella zona della Valtenesi, presso il Lago di Garda.
È conosciuto principalmente per la produzione di Vino della Valtenesi e di Olio del Garda. Tutti gli anni vi si tiene la "Fiera del Vino", dall'ultimo fine settimana di maggio ai primi giorni di giugno, tra le vie del centro storico.
Storicamente è da ricordare che il Palazzo Tenuta Le Posteghe fu sede del Ministero della Difesa Nazionale durante la Repubblica Sociale Italiana.
In un'area valliva nella zona Ovest del territorio comunale è presente il sito palafitticolo del Lago Lucone che nel 2011 è entrato a far parte del Patrimonio Universale dell'Umanità con tutela UNESCO World Heritage Site.

## Geografia fisica

### Territorio

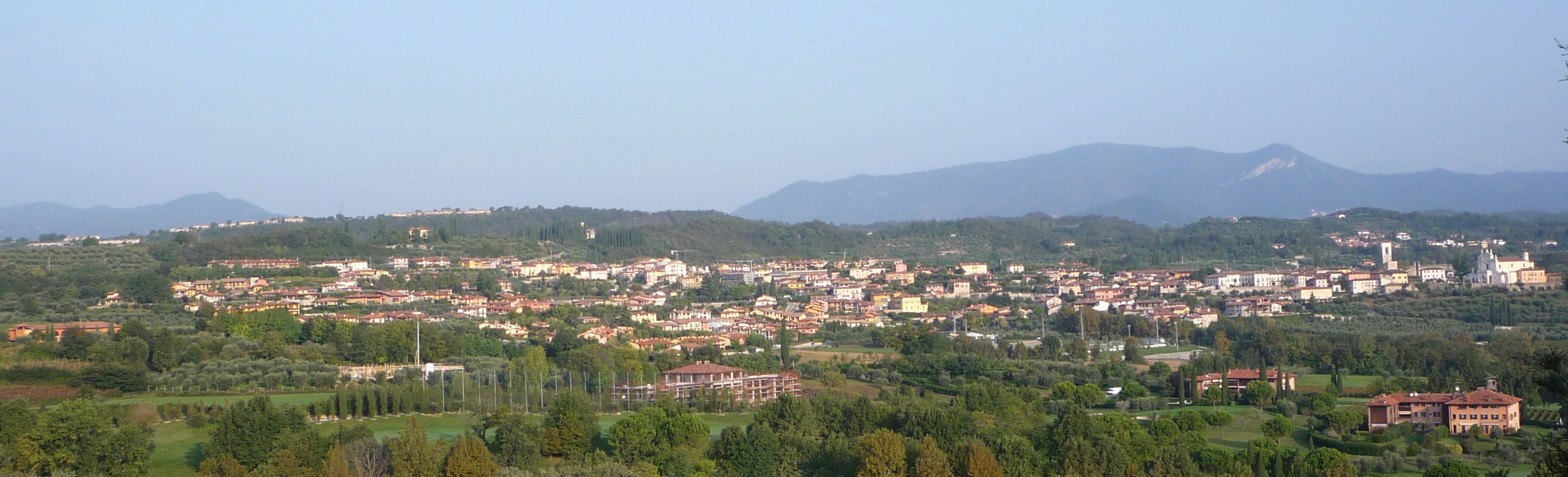
Panorama di Polpenazze del Garda

Polpenazze è situato sulla sponda occidentale del Lago di Garda ed è uno dei sette comuni della Valtenesi. È caratterizzato da territorio collinare ed è quindi una zona prettamente agricola. Le colture tipiche sono la viticoltura e l'olivicoltura. Vitigno principale è il Groppello, seguito da Marzemino, Sangiovese e Barbera.
Polpenazze è il maggior produttore d'olio della Valtenesi.
Molto conosciuta anche Picedo, la più grande frazione di Polpenazze del Garda.

### Clima
Il clima è di tipo mediterraneo, grazie alla mitigazione del Lago di Garda.
| Mese                   | Gen | Feb | Mar | Apr  | Mag  | Giu  | Lug  | Ago  | Set  | Ott  | Nov | Dic | Anno |
| ---------------------- | --- | --- | --- | ---- | ---- | ---- | ---- | ---- | ---- | ---- | --- | --- | ---- |
| Temperatura media (°C) | 3,5 | 5,5 | 9,1 | 12,5 | 16,1 | 21,4 | 23,2 | 19,2 | 15,3 | 12,8 | 9,5 | 4,2 | 12,7 |

## Origini del nome
Secondo Mazza (1986), il toponimo deriverebbe dal latino Pomponius, nome di persona romano, attraverso l'accrescitivo peggiorativo Pomponicius. Nel XII secolo il paese era chiamato Pulpinazo, mentre nel XIII è attestato l'uso di Polpenazi.

## Storia

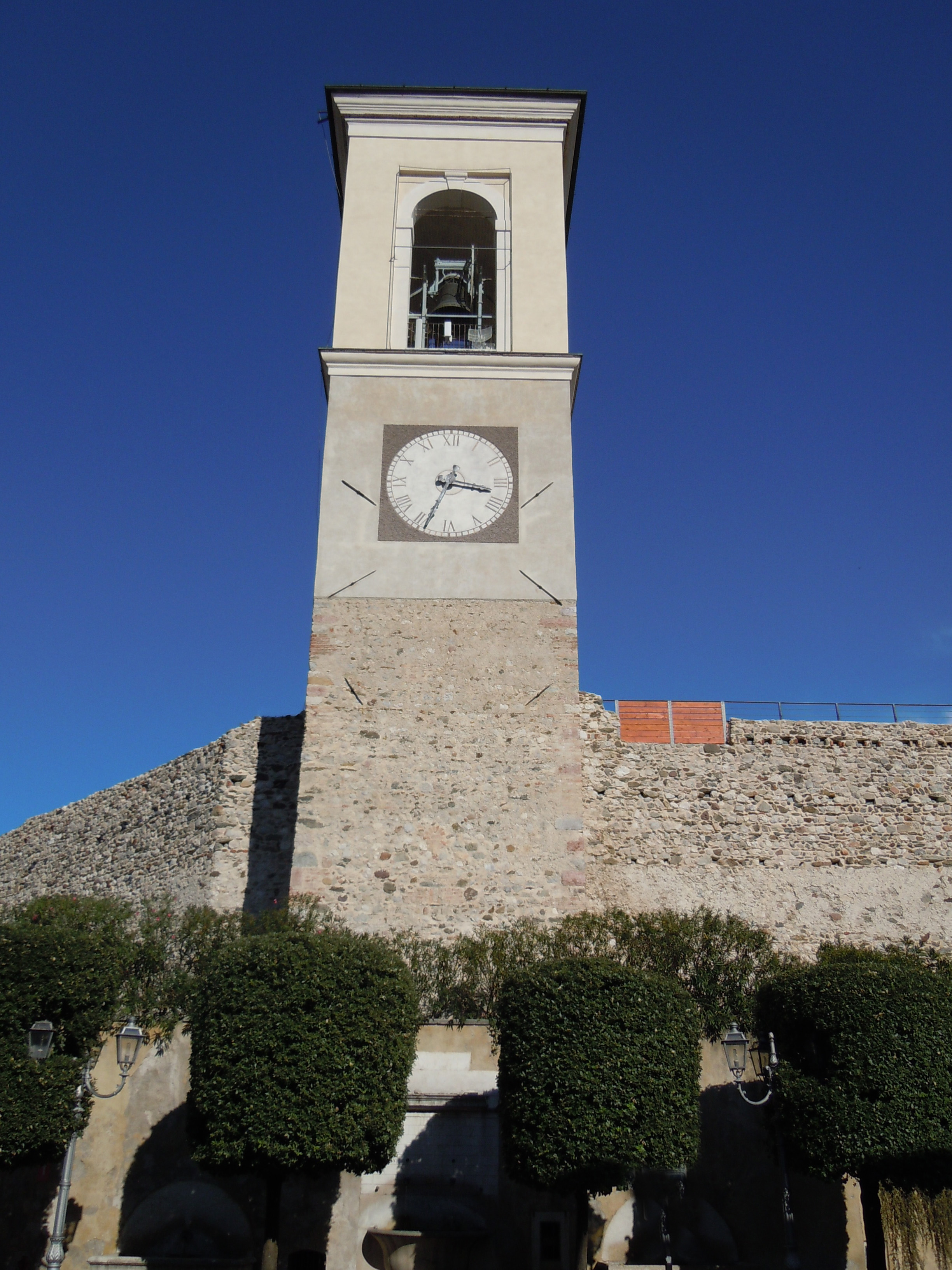
Torre del castello

Le indagini archeologiche svolte dal Gruppo Grotte Gavardo nel 1965, nel 1986 e attualmente in corso, hanno confermato l'esistenza dei primi insediamenti umani presso il lago Lugone, il quale era un laghetto inframorenico, prosciugato fra il Quattrocento e il Settecento e posizionato fra i colli di Cassaga, Brassina e San Pietro. Gli abitati in questione, risalenti all'Età del Bronzo, erano di tipo palifitticolo, salvo il più antico, della fase finale del Neolitico (2a metà del IV millennio a.C.); la sua popolazione praticava caccia, pesca, ma soprattutto agricoltura e allevamento di bestiame.
A quanto riportato da Mazza (1986), a Polpenazze si susseguirono le dominazioni dei Celti, degli Etruschi, dei Romani e dei barbari. Di questi insediamenti rimangono tracce presso Bottonago, una torre, e la chiesa di San Pietro in Lucone, sorta presso un tempio pagano e che appartenne inizialmente ad un convento di epoca romano-barbarica. La presenza dei Galli Cenomani sul suo territorio è accertata dal ritrovamento di una tomba della fine del II secolo a.C.

Domenica 22 agosto 1965 - Lago Lucone a Polpenazze del Garda, la Piroga di 4000 anni fa

Nel X secolo fu innalzato il Castello a difesa delle scorrerie degli Ungari. Nel 1330 fu assediato e conquistato da Mastino della Scala. Nel 1459 alla cappella di S. Pietro in Lucone, già dipendente dalla pieve di S. Maria Assunta di Manerba, viene concesso il titolo di parrocchiale di Polpenazze.
Il 29 agosto 1454 l'assemblea dei Capifamiglia, riunitisi nel numero di trentotto, approvò e confermò gli statuti comunali. Dei precedenti statuti non è sopravvissuta traccia, tuttavia è provato che l'organizzazione municipale esistette in periodi antecedenti, dato che la Repubblica di Venezia con il Ducale 13 maggio 1426 diede permesso al comune di restaurare il Castello distrutto dai Visconti durante la lotta che li antepose alla Serenissima Secondo il Bocchio (1986), gli Statuti comunali hanno permesso di delineare le strutture municipali del XV secolo. Il territorio fu suddiviso in sei ville, corrispondenti alle attuali frazioni: Castello, Fontanelle, Monte, Picedo, Pozzuolo e Vedrine. La Vicinia eleggeva dodici membri del Consiglio speciale, eletti in proporzione del peso di ogni villa, e trentasei ulteriori membri che si associavano al Consiglio speciale per formare la Vicinia ordinaria. Erano inoltre elette altre magistrature, di tipo amministrativo, come i due consoli, il massaro, i calcolatori, il notaio, il camparo, il ministrale e un misuratore del vino e dell'olio. Le singole ville eleggevano un sindico e un massaro, i quali gestivano il patrimonio di queste entità.
Con l'istituzione della napoleonica Repubblica Bresciana (marzo 1797), Polpenazze fu inserito nel Cantone del Benaco a seguito della suddivisione territoriale impostata dal Decreto 1º maggio 1797. Nel novembre dello stesso anno, confluì nel Dipartimento del Benaco della Cisalpina. Nelle riorganizzazioni amministrative di quest'ultima repubblica, svoltesi nell'anno seguente, il comune fu aggregato a maggio nel Distretto dei Colli, appartenente al Dipartimento del Benaco, e a settembre nel Distretto degli Ulivi del Dipartimento del Mella.

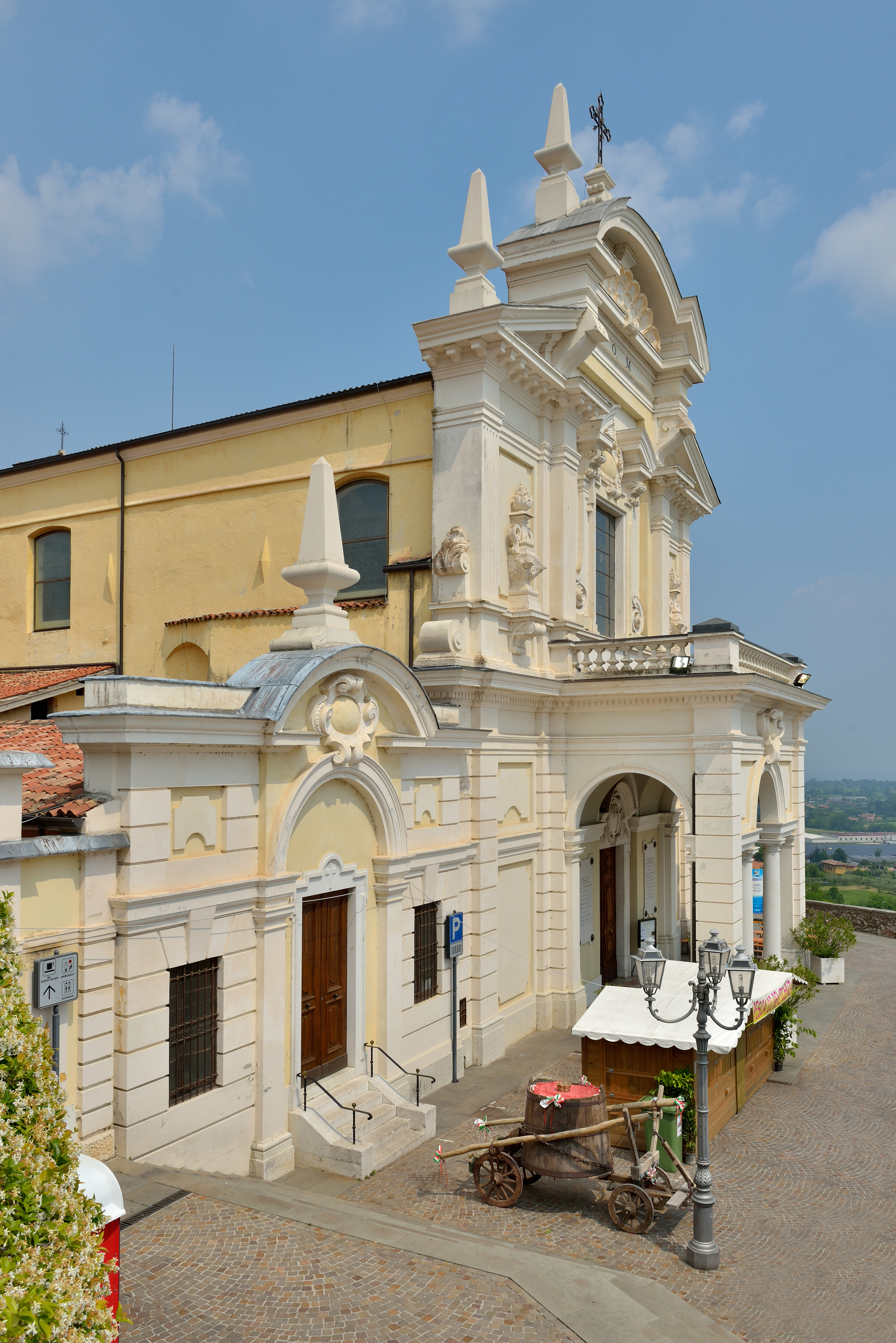
Chiesa della Natività della Madonna

Tenuta Le Posteghe

Dopo la breve parentesi dell'occupazione austro-russa (1799-1800), il comune ritornò a far parte della Cisalpina. Nella riorganizzazione amministrativa determinata dalla legge 23 fiorile anno IX (maggio 1801), la municipalità fu assegnata al Distretto IV di Salò e in tale veste si mantenne con la trasformazione della Cisalpina in Repubblica Italiana. Nel giugno 1805 fu riorganizzato il napoleonico Regno d'Italia e Polpenazze fu aggregato al Cantone I di Salò appartenente al Distretto IV avente medesimo capoluogo. Fu inoltre definito come comune di terza classe. Nel 1810 ricevette i territori dei soppressi comuni di Soiano e Puegnago.
Il Congresso di Vienna (1815) assegnò le province lombarde, compreso quindi Polpenazze, al neonato Regno Lombardo-Veneto retto dalla Casa d'Asburgo. Il comune perdette i territori di Soiano e Puegnago, avendo questi ultimi riottenuto l'autonomia municipale, e, con notificazione 12 febbraio 1816, fu assegnato al Distretto XIV (dal 1853, VII) di Salò appartenente alla provincia di Brescia.
Dopo gli eventi della seconda guerra d'indipendenza italiana e il passaggio delle province lombarde al Regno di Sardegna (dal 1861, Regno d'Italia), Polpenazze fu assegnato al Mandamento I di Salò a sua volta appartenente al Circondario IV della nuova provincia di Brescia.
Sul finire dell'Ottocento, Giuseppe Filippini aprì una filanda, mentre sua moglie Caterina Costa, dopo aver rilevato l'attività alla morte del marito, organizzò un ristoro per le lavoratrici. Nel 1936, Giovanni Omodeo avviò la riforma fondiaria della Valtenesi bonificando le terre paludose, sistemando i fabbricati e dotandoli di acqua corrente ed energia elettrica.
Nel 1967, il nome fu convertito in Polpenazze del Garda.

### Simboli
Lo stemma comunale è stato riconosciuto con D.P.C.M. del 21 giugno 1952. 
Il gonfalone, concesso con D.P.R. del 12 settembre 1953, è un drappo partito di verde e di giallo.

## Monumenti e luoghi d'interesse

### Architetture religiose

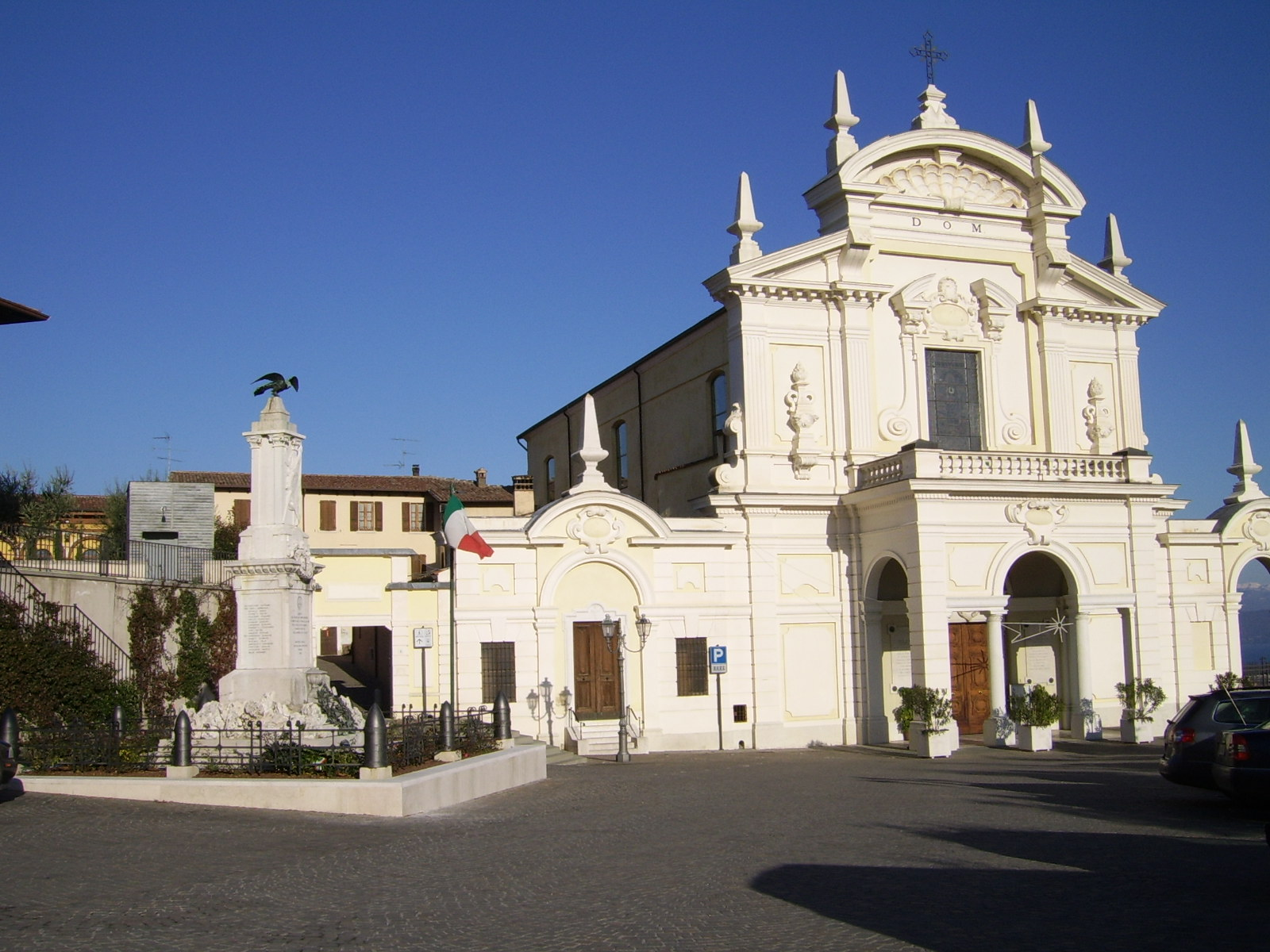
Chiesa della Natività della Madonna

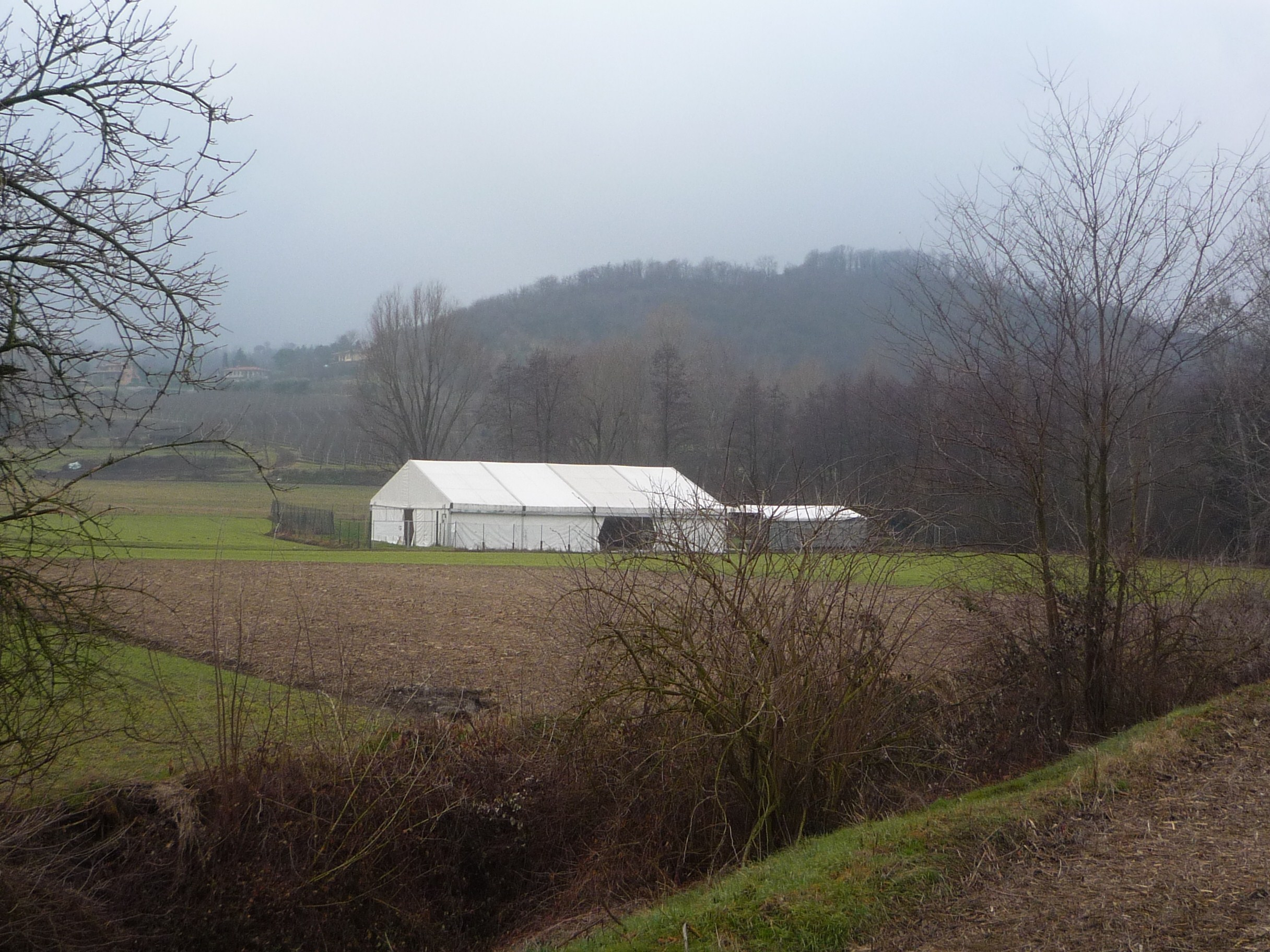
La "tensostruttura" che protegge gli scavi del Lago Lucone

- Chiesa di San Pietro in Lucone, situata in prossimità del cimitero. (Campanile circa 1100, il resto del 1300, con importante ciclo pittorico di tarda matrice giottesca nel presbiterio della fine del 1300, ed una serie di importanti riquadri affrescati sulle sue pareti e pilastri del 1400-1500. I due altari laterali sono del 1600)[17]
- Chiesa dei Santi Fermo e Rustico (circa 1350)
- Chiesa di Sant'Antonio Abate, situata in piazza Olivieri a Picedo (1400)[18]
- Chiesa della Natività della Madonna, parrocchiale di Polpenazze del Garda. Costruita su progetto di Giulio Todeschini, (1567-1588), conserva importanti opere artistiche di XVI-XIX secolo a.C., con prezioso organo Antegnati poi ampliato e restaurato più volte fino all'intervento di Pacifico Inzoli del 1897. La suggestiva e scenografica facciata è stata aggiunta nel 1907 su progetto di Antonio e Giovanni Tagliaferri[19]
- Chiesa di Santa Elisabetta (Polpenazze del Garda) situata nella frazione di Castelletto (Polpenazze del Garda). (1691)
- Chiesa di Sant'Eurosia situata in Località Naval, oggi sconsacrata. (1724)
- Chiesa di Santa Maria a Bottenago (circa 1100, demolita negli anni '70 del secolo scorso con annesso castello)[20]

### Architetture Civili
- Tenuta Le Posteghe, dimora storica nella Repubblica Sociale Italiana, fu sede del Ministero della Difesa Nazionale.

- Casa Palazzi, nel centro storico di Polpenazze (XVII secolo), gode di una terrazza spettacolare sul Lago di Garda (viene utilizzata durante la Fiera del Vino come "Corte degli Assaggi").
- Palazzo Scolari, nel centro storico di Polpenazze (XVIII secolo), oggi è stata trasformata in appartamenti di lusso.
- Casa Scolari, nella frazione di Vedrine, risale al XVI secolo. Dopo la recente ristrutturazione di essa si conserva solo la armoniosa loggia porticata.
- Casa Bertazzi, nella frazione di Fontanelle, risale al XVI secolo.
- Palazzo Bottarelli a Picedo del XVII secolo con all'interno una chiesetta.

- Cantine Saleri, cantine storiche di Picedo, vennero demolite pochi anni fa per far spazio ad un complesso residenziale.
- Palazzo comunale, era un tempo il Mastio o torre principale d'entrata nel castello. Salendo dall'interno fino alla sommità delle mura, e attraverso un ballatoio (antica ronda delle sentinelle), si collega all'antica torre-museo campanaria. Oggi è la sede comunale.

### Architetture militari
- Castello di Polpenazze del Garda

- Castello di Picedo (Era collocato davanti alla chiesa di S. Antonio, nel piccolo centro storico, completamente demolito nel 1967)
- Castello di Castelletto (Era collocato sul dosso più alto dell'attuale centro abitato. Oggi non esistono più tracce di esso, se non una piccola porzione di muro, costruito con tecniche antiche)
- Castello di Bottenago (Era collocato sul dosso con relativa antica pieve di S. Maria, completamente distrutti e sostituiti da una casa d'abitazione).

### Architetture contemporanee
- Villa Atelier a Picedo, progettata dall'Architetto Maurizio Betta tra il 1972 e il 1978. La forma complessa mixata all'utilizzo del cemento armato a vista ha creato nell'edificio un importante valore architettonico tanto da essere stata pubblicata su diverse riviste accademiche di livello nazionale.

### Siti archeologici
- Palafitte del Lago Lucone di Polpenazze del Garda (il villaggio del Lucone D, scoperto ed indagato da Gabriele Bocchio nel 1986[21], fu impiantato nel 2033 a.C.). Nel 2011 è entrato a far parte del Patrimonio Universale dell'Umanità con tutela UNESCO World Heritage Site.

### Aree verdi
- Gardagolf Country Club: Parte del territorio del comune di Polpenazze del Garda ospita GardaGolf, uno dei migliori campi da Golf in Italia. Progettato dagli Architetti britannici Cotton, Pennik Steel & Partners e costruito nel 1986, è oggi un "lenzuolo verde curatissimo" che occupa parte dei Comuni di Polpenazze, Soiano e Manerba.
- "La Bosca": porzione di argine adibito a parco verde in prossimità del centro storico che degrada fino al piccolo rio. Nel 2020 l'amministrazione ha avviato i lavori di recupero, realizzando sentieri e pulendo parte dell'area. In una seconda fase è in programma il completamento dell'intero recupero collegando i sentieri alla base del castello con "La costa del Pret", altro piccolo parco nel cuore del paese.

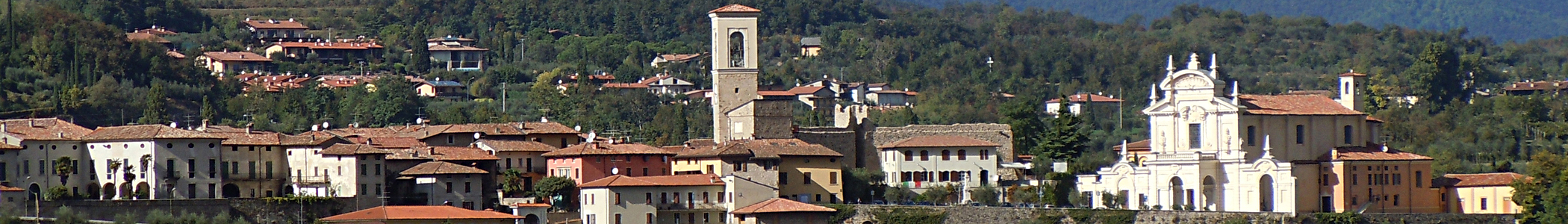
In primo piano a sinistra Casa Palazzi

## Società

### Evoluzione demografica
Abitanti censiti

## Economia

### Turismo
Punto di riferimento molto visitato è il centro storico del paese. Interessante il ballatoio costruito sulle mura del castello, a ricreare l'antica ronda delle sentinelle, e l'annessa torre-museo, da cui si gode di un panorama verso la Valtenesi e con sfondo il Lago di Garda. Nelle piazze all'interno del Castello vengono organizzati molti eventi - spettacoli, soprattutto nella stagione estiva, che richiamano numerosi visitatori, anche grazie al panorama sulle colline moreniche della Valtenesi.

## Cultura

Uno dei primi chioschi della Fiera del Vino di Polpenazze - 1953

### Istruzione
Scuole
- Asilo Infantile Maffizzoli - Via IV Novembre
- Scuola Elementare Enrico Fermi - Via Vittorio Veneto

Biblioteche
- Biblioteca Comunale "Lago Lucone" - Piazza Biolchi

### Musei
- Torre Campanaria. La Torre del Castello ospita una sorta di esposizione di immagini storiche del comune, con anche una serie di oggetti di antichi mestieri. La risalita all'interno della torre, offre una volta arrivati nella parte più alta, una passerella con magnifica vista sul Lago di Garda.

## Geografia antropica
Oltre al centro abitato fungente da sede comunale, nel territorio comunale sono presenti altre tre frazioni:
- Bottenago;
- Castelletto (Polpenazze del Garda);
- Picedo.

Inoltre vengono riconosciuti i seguenti nuclei abitativi:
- Pozzuolo;
- Vedrine;
- Fontanelle;
- Borrine;
- Posteghe;
- Monte;

## Sport

### Calcio a 11
Presente dall'anno di fondazione, nel 2008, la A.S.D. Polpenazze Calcio. Nella stagione sportiva 2012-2013 affronta il campionato di Seconda Categoria dove giunge al terzo posto, ma vincendo la Coppa Lombardia contro il Valle Imagna sul neutro di Adro viene promossa in Prima Categoria.
Dalla stagione 2016-2017, con il nome di A.S.D. Calcistica Valtenesi, partecipa al campionato di Prima Categoria utilizzando il Centro Sportivo di Polpenazze d/G.

### Calcio a 5
Presente dal 1998 una squadra di calcio a 5 (futsal) con il nome di “Polpenazze C5”. Dopo varie stagioni nei campionati CSI, nel 2014 viene iscritta nei campionati FIGC partendo dalla Serie D. Nel 2016/2017 vince il campionato salendo in Serie C2 (calcio a 5) (con squadre da tutte le provincie lombarde), nella quale tutt’oggi partecipa. Le partite casalinghe vengono disputate al palazzetto di Manerba del Garda.

### Golf
Parte del territorio del comune di Polpenazze del Garda ospita Gardagolf Country Club, uno dei migliori campi da Golf in Italia. Progettato dagli Architetti britannici Cotton, Pennik Steel & Partners e costruito nel 1986, è oggi un "lenzuolo verde curatissimo" che occupa parte dei Comuni di Polpenazze, Soiano e Manerba.
Occupano la superficie del Comune di Polpenazze del Garda circa 19 buche sulle 27 totali. Si snoda dalla località "Aglera" fino ai margini dell'industria Camozzi, attraversato da molti fiumiciattoli e laghetti artificiali. Sono inoltre presenti sul perimetro dello stesso diversi complessi residenziali e cascine di prestigio ristrutturate nel tempo.

## Amministrazione

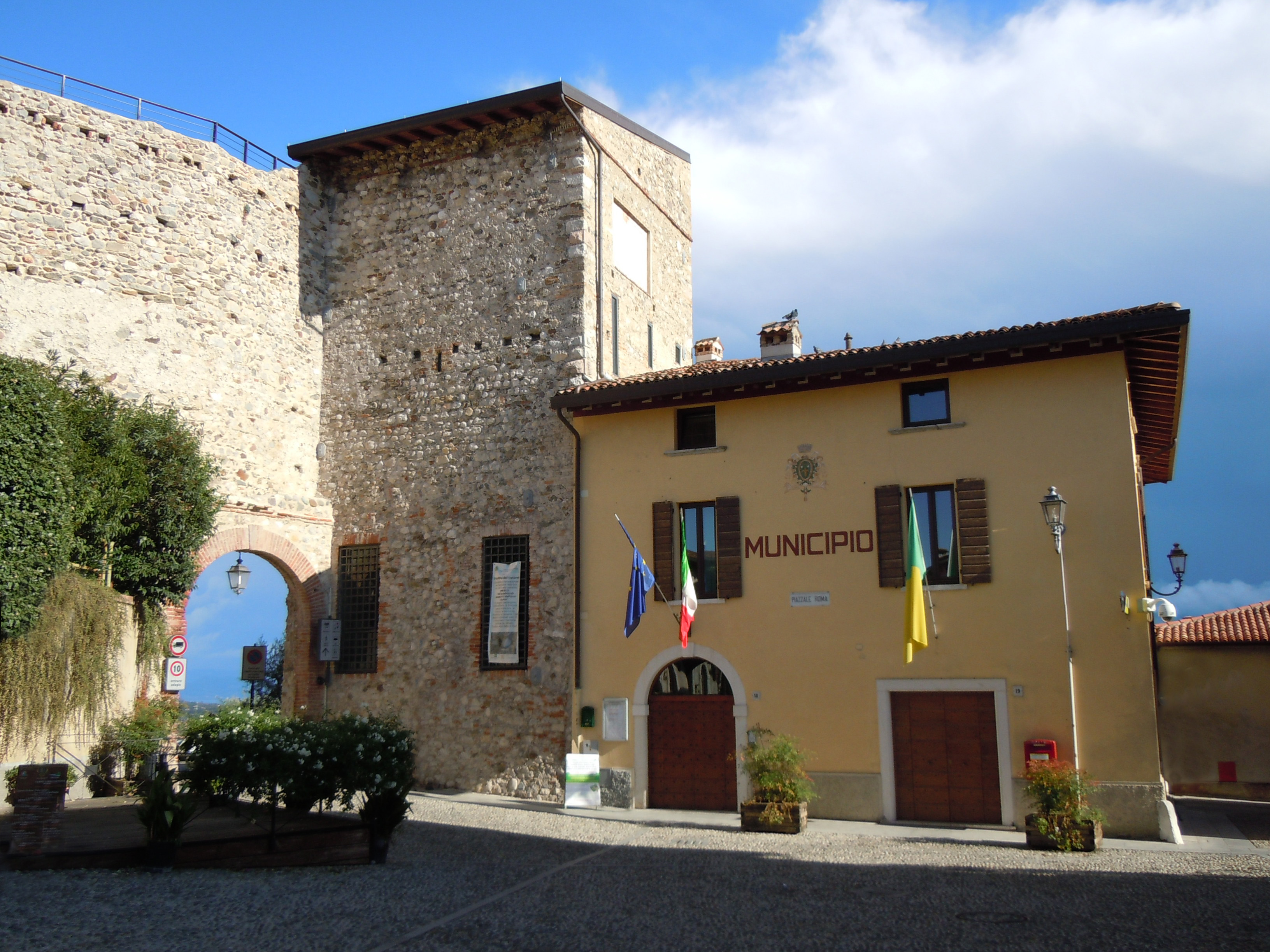
Il municipio

| Sindaco                     | Sindaco        | Sindaco             | Partito | Coalizione       | Coalizione   | Mandato        | Mandato         | Elezione |
| Sindaco                     | Sindaco        | Sindaco             | Partito | Coalizione       | Coalizione   | Inizio         | Fine            | Elezione |
| --------------------------- | -------------- | ------------------- | ------- | ---------------- | ------------ | -------------- | --------------- | -------- |
| 1                           |                | Domenico Bocchio    | PSI     |                  | PSI-FLV      | 19 giugno 1988 | 23 ottobre 1991 | 1988     |
| 2                           |                | Ermes Podavini      | Ind     | 1º novembre 1991 | PSI-FLV      | 7 giugno 1993  |                 | 1988     |
| Elezione diretta (dal 1993) |                |                     |         |                  |              |                |                 |          |
| 3                           |                | Giuseppe Turrina    | DC      |                  | DC           | 7 giugno 1993  | 28 aprile 1997  | 1993     |
| 4                           |                | Giancarlo Ribelli   | FI      |                  | centrodestra | 28 aprile 1997 | 14 maggi 2001   | 1997     |
| 4                           | 14 maggio 2001 | Giancarlo Ribelli   | FI      | 30 maggio 2006   | centrodestra | 2001           |                 |          |
| (3)                         |                | Giuseppe Turrina    | FI      |                  | centrodestra | 30 maggio 2006 | 16 maggio 2011  | 2006     |
| 4                           |                | Andrea Dal Prete    | LN      |                  | centrodestra | 16 maggio 2011 | 6 giugno 2016   | 2011     |
| 4                           | 6 giugno 2011  | Andrea Dal Prete    | LN      | 4 ottobre 2021   | centrodestra | 2016           |                 |          |
| 5                           |                | Maria Rosa Avanzini | LN      |                  | destra       | 4 ottobre 2021 | in carica       | 2021     |